# Champdeniers
Champdeniers, es una comuna francesa situada en el departamento de Deux-Sèvres, en la región Nueva Aquitania.

## Historia
La comuna se denominó Champdeniers-Saint-Denis hasta el 4 de noviembre de 2018.

## Demografía
| 1589 | 1602 | 1580 | 1518 | 1456 | 1491 | 1700 |
| Para los censos de 1962 a 1999 la población legal corresponde a la población sin duplicidades (Fuente: INSEE [Consultar]) |      |      |      |      |      |      |